# Список людей, побывавших на Луне

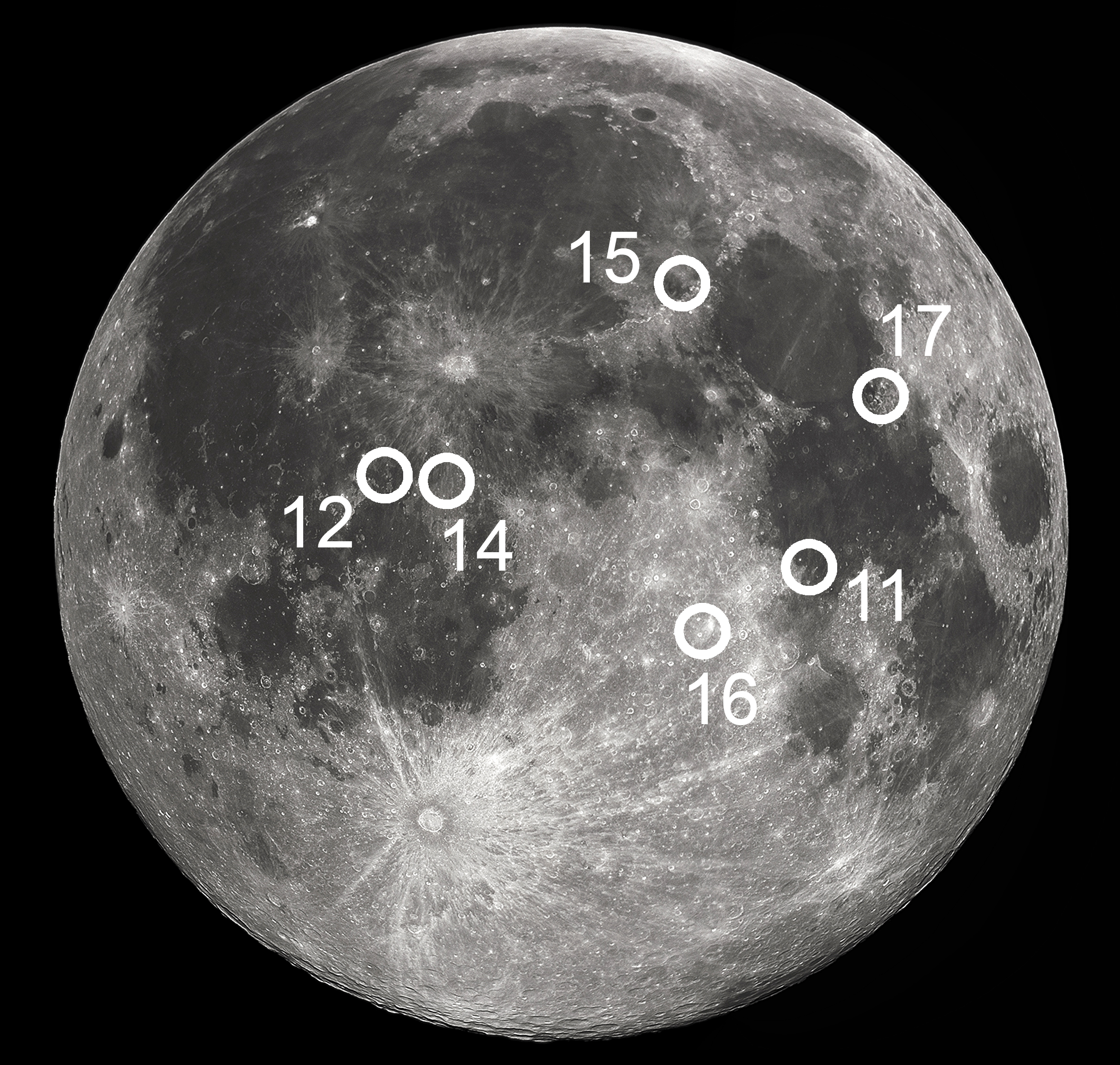
Места посадки миссий «Аполлон»

В 1969—1972 годах по программе «Аполлон» было выполнено 6 полётов с посадкой на Луне.
Всего на Луне высаживались 12 астронавтов США. Сейчас из них живы только 4.
| №  | Имя (Годы жизни)                                                     | Изображение | Миссия     | Даты посадки и взлета | Даты посадки и взлета | Время пребывания на Луне   | Суммарное время выходов на лунную поверхность | Звание                    | Образование                                                                      |
| -- | -------------------------------------------------------------------- | ----------- | ---------- | --------------------- | --------------------- | -------------------------- | --------------------------------------------- | ------------------------- | -------------------------------------------------------------------------------- |
| 1  | Нил Армстронг (05.08.1930—25.08.2012) англ. Neil Alden Armstrong     |             | Аполлон-11 | 21 июля 1969          | 21 июля 1969          | 21 час 36 минут 21 секунда | 2 часа 31 минута 40 секунд (один выход)       | Лейтенант ВМС США         | Университет Пердью Университет Южной Калифорнии                                  |
| 2  | Базз Олдрин род. 20.01.1930 англ. Edwin Eugene Aldrin, Jr            |             | Аполлон-11 | 21 июля 1969          | 21 июля 1969          | 21 час 36 минут 21 секунда | 2 часа 31 минута 40 секунд (один выход)       | Бригадный генерал ВВС США | Массачусетский институт                                                          |
| 3  | Пит Конрад (02.06.1930—08.07.1999) англ. Charles Peter Conrad, Jr.   |             | Аполлон-12 | 19 ноября 1969        | 20 ноября 1969        | 31 час 31 минута           | 7 часов 45 минут (два выхода)                 | Капитан ВМС США           | Принстонский университет                                                         |
| 4  | Алан Бин (15.03.1932—26.05.2018) англ. Alan LaVern Bean              |             | Аполлон-12 | 19 ноября 1969        | 20 ноября 1969        | 31 час 31 минута           | 7 часов 45 минут (два выхода)                 | Капитан ВМС США           | Техасский университет в Остине                                                   |
| 5  | Алан Шепард (18.11.1923—21.07.1998) англ. Alan Bartlett Shepard, Jr. |             | Аполлон-14 | 5 февраля 1971        | 6 февраля 1971        | 33 часа 14 минут           | 9 часов 21 минута (два выхода)                | Контр-адмирал ВМС США     | Военно-морская академия США                                                      |
| 6  | Эдгар Митчелл (17.09.1930—04.02.2016) англ. Edgar Dean Mitchell      |             | Аполлон-14 | 5 февраля 1971        | 6 февраля 1971        | 33 часа 14 минут           | 9 часов 21 минута (два выхода)                | Капитан ВМС США           | Университет Карнеги — Меллона                                                    |
| 7  | Дэвид Скотт род. 06.06.1932 англ. David Randolph Scott               |             | Аполлон-15 | 31 июля 1971          | 2 августа 1971        | 66 часов 55 минут          | 18 часов 33 минуты (три выхода)               | Полковник ВВС США         | Мичиганский университет Массачусетский институт                                  |
| 8  | Джеймс Ирвин (17.03.1930—08.08.1991) англ. James Benson Irwin        |             | Аполлон-15 | 31 июля 1971          | 2 августа 1971        | 66 часов 55 минут          | 18 часов 33 минуты (три выхода)               | Полковник ВВС США         | Военно-морская академия США Мичиганский университет                              |
| 9  | Джон Янг (24.09.1930—05.01.2018) англ. John Watts Young              |             | Аполлон-16 | 21 апреля 1972        | 24 апреля 1972        | 71 час 2 минуты            | 20 часов 14 минут (три выхода)                | Капитан ВМС США           | Технологический институт Джорджии                                                |
| 10 | Чарльз Дьюк род. 03.10.1935 англ. Charles Moss Duke, Jr.             |             | Аполлон-16 | 21 апреля 1972        | 24 апреля 1972        | 71 час 2 минуты            | 20 часов 14 минут (три выхода)                | Бригадный генерал ВВС США | Военно-морская академия США Массачусетский институт                              |
| 11 | Юджин Сернан (14.03.1934—16.01.2017) англ. Eugene Andrew Cernan      |             | Аполлон-17 | 11 декабря 1972       | 14 декабря 1972       | 75 часов 1 минута          | 22 часа 2 минуты (три выхода)                 | Капитан ВМС США           | Университет Пердью                                                               |
| 12 | Харрисон Шмитт род. 03.07.1935 англ. Harrison Hagan Schmitt          |             | Аполлон-17 | 11 декабря 1972       | 14 декабря 1972       | 75 часов 1 минута          | 22 часа 2 минуты (три выхода)                 | Кандидат наук по геологии | Калифорнийский технологический институт Университет Осло Гарвардский университет |